# Casoni (Fontanigorda)
Casoni è una frazione di 42 abitanti del comune di Fontanigorda, nella città metropolitana di Genova. Il paese è situato a 880 m di altitudine, vicino alle sorgenti del Sermigliasca, affluente della Trebbia.

## Storia

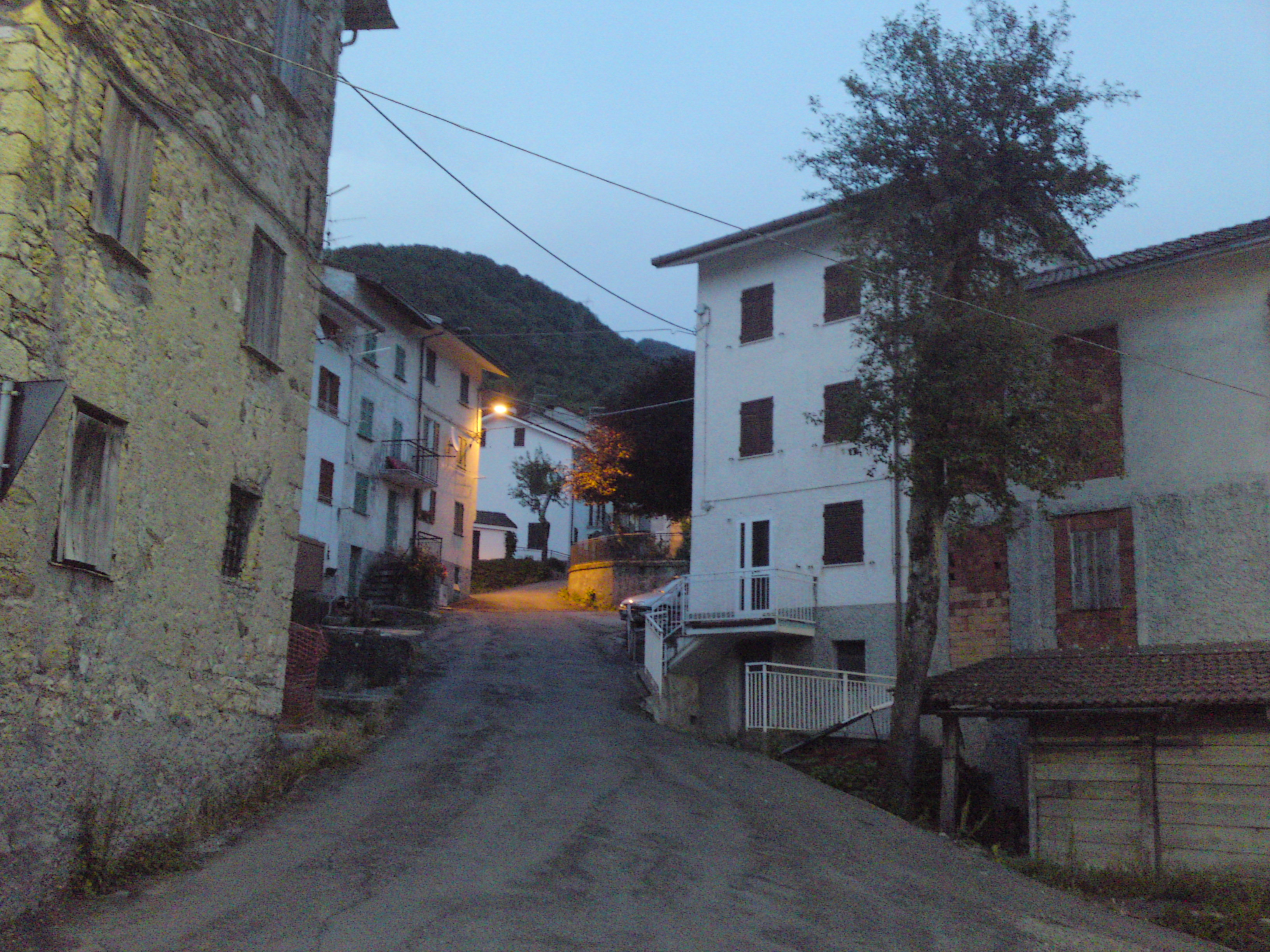
Strada di Cadato

Con tutta probabilità, il suo nome deriva dalla forma delle prime costruzioni adibite a casolare (localmente nominate casun). A partire dal Cinquecento queste case furono permanentemente abitate dalla famiglia locale dei Ferretti. Forse precedentemente erano state di proprietà dei Fregara, banditi dopo la congiura dei Fieschi nel 1547.
I primi casolari erano in parte col tetto di paglia e con i muri ricoperti a gradoni di pietra, secondo il metodo celtico. All'inizio del XVII secolo le case di Casoni ospitavano soltanto cinque famiglie, tutte del casato dei Ferretti: i Meneghetti e i Girumetti alle Cadato, I Micheloni, i Bruoxi e i Ciappizzi alle Cadabasso.
Attualmente le antiche case sono quasi tutte ristrutturate e, con le nuove costruzioni, ammontano ad ottanta unità, quasi totalmente ancora di proprietà dei Ferretti.
Storicamente seguì le vicende storiche del capoluogo Fontanigorda e quindi dall'XI secolo divenne dominio della famiglia Malaspina e in seguito feudo dei conti di Lavagna i Fieschi. Divenuto in possesso dei genovesi Doria, anche Casoni entrò a far parte della Repubblica di Genova dal XIII secolo seguendone le sorti.
La parrocchia, oltre Casoni, comprende le ville di: Vallescura e Montaldo, le più antiche, fondate ed abitate dai Benazzi, Villanova e Mezzoni, risalenti alla seconda metà del Settecento, ed infine Barcaggio, da sempre abitata da famiglie Ferretti detti Barchi, dai quali prese il nome la località.
Il fiore simbolo della frazione è il botton d'oro.

## Monumenti e luoghi d'interesse

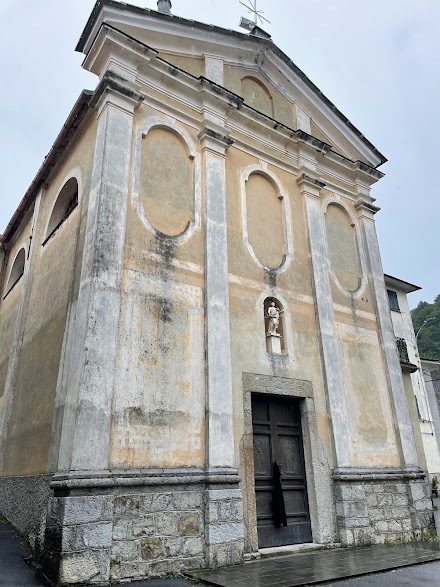
La chiesa parrocchiale di San Bartolomeo

### Architetture religiose
- Chiesa parrocchiale di San Bartolomeo. Nato come semplice oratorio, l'odierna chiesa, consacrata nel 1906, è sede della locale parrocchia, eretta del 1840 dopo lo smembramento dalla parrocchia dei Santi Antonio e Giacomo in Fontanigorda da parte del vescovo di Bobbio sant'Antonio Gianelli. Accanto alla chiesa sorge un artistico campanile alto 42 metri. La frazione è ubicata vicino alle sorgenti del torrente Semigliasca, quest'ultimo affluente minore della Trebbia.

## Società

### Evoluzione demografica
| anno | località                     | anime  | famiglie |
| ---- | ---------------------------- | ------ | -------- |
| 1655 | Casoni                       | 51     | 7        |
| 1767 | Casoni                       | 151    | 24       |
| 1831 | Casoni Villanova e Barcaggio | 183 30 | 30 5     |